# Gens nova
Gens nova è un film muto italiano del 1920 diretto da Luigi Maggi.